# كيفن ويلكين
كيفن ويلكين (بالإنجليزية: Kevin Wilkin)‏ هو مدرب كرة قدم ولاعب كرة قدم بريطاني، ولد في 1 أكتوبر 1967 في كامبريدج في المملكة المتحدة. لعب مع روشدين ودايموندز ونادي كامبريدج ستي ونادي نورثامبتون تاون.

## وصلات خارجية
- كيفن ويلكين على موقع قاعدة بيانات كرة القدم.إي يو (الإنجليزية)
- كيفن ويلكين على موقع Soccerbase.com (لاعب) (الإنجليزية)
- كيفن ويلكين على موقع Soccerbase.com (مدرب) (الإنجليزية)